# 제네시스 G80 (전동화 모델)
제네시스 G80 전동화 모델(ELECTRIFIED G80)은 제네시스의 첫번째 전기차 모델이다.

## 상세
2021년 4월 19일에 열린 2021 상하이 국제 모터쇼에서 최초로 공개한 후, 2021년 7월 7일에 정식으로 출시했다. G80 전동화 모델은 내연기관 기반 G80의 파생 모델이다. 전면부는 EV 전용 G-Matrix 패턴으로 그릴에 적용해 제네시스 고유의 EV 이미지를 구현했다. 충전구는 닫았을 때 충전구의 경계가 드러나지 않으며, 충전구 안쪽에는 두 줄의 크롬 장식을 적용했다. 충전구는 외부에서 뚜껑을 눌러서 여닫는 방식이고, 실내에서 충전구를 오픈하는 스위치는 없다. 측면부는 터빈 형상의 19인치 전용 휠을 적용했다. 후면부는 공력성능을 고려한 범퍼를 배치했다. 실내는 천연염료를 사용한 가죽(시트, 콘솔, 2열 암레스트), 가구 제작 공정에서 발생하는 자투리 나무 조각(포지드 우드 가니쉬), 재활용 PET에서 뽑아낸 실 등을 활용해 실내 곳곳에 적용했다.
제네시스 G80 전동화 모델은 디스커넥터 구동 시스템, ANC-R, 프리뷰 전자제어 서스펜션, 솔라 루프, V2L, 400V/800V 멀티 급속충전 시스템 등을 적용했다. 굴림 방식은 e-4WD다.
SM3 ZE에 이어 대한민국에서 2번째로 나오는 EV 세단이다. 충전 인터페이스는 DC콤보-1이며, AC 3상을 적용했던 SM3 ZE와 달리 대한민국산 EV 세단 최초로 DC콤보-1을 적용했다.
또한, 전용 외장 색상인 마티라 블루를 포함해 총 10종의 색상이 있으며, 내장은 다크 라군 그린, 글레이셔 화이트 투톤 전용 색상을 포함해 총 4종이 있다. 
2022년 12월 20일, 미국 고속도로 안전보험협회가 발표한 충돌평가에서 최고 등급인 '톱 세이프티 픽 플러스'를 획득했다. 운전석 스몰 오버랩, 조수석 스몰 오버랩, 전면 충돌, 측면 충돌, 지붕 강성, 머리지지대 등 6개 충돌 안전 항목 평가에서 최고 등급인 '훌륭함'을 받았다. 전방 충돌방지 시스템 평가에서는 가장 높은 등급인 '탁월함'을 획득했으며, 전조등 평가에서는 전 트림에서 '양호함' 등급을 받았다. 

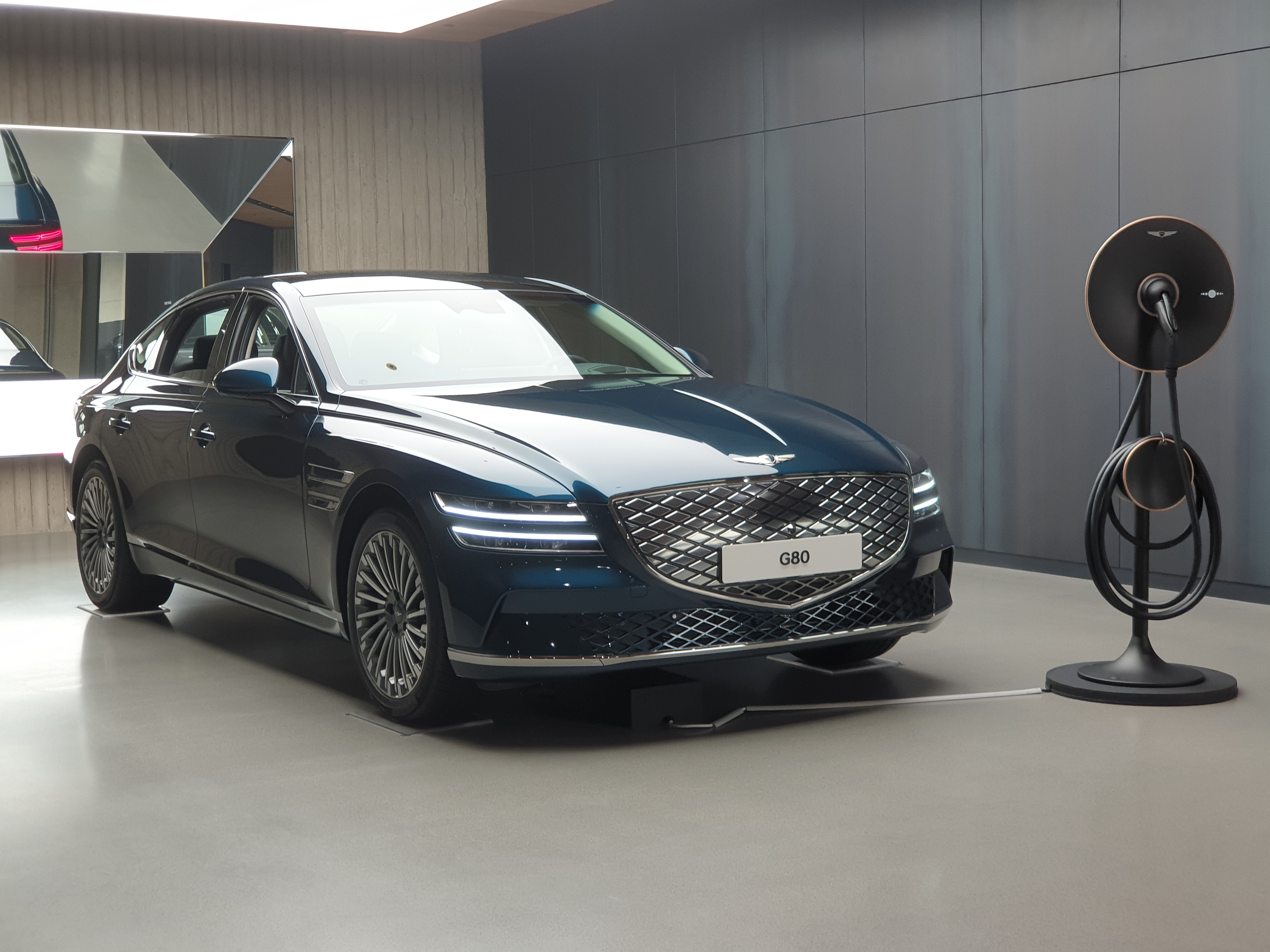
전면부
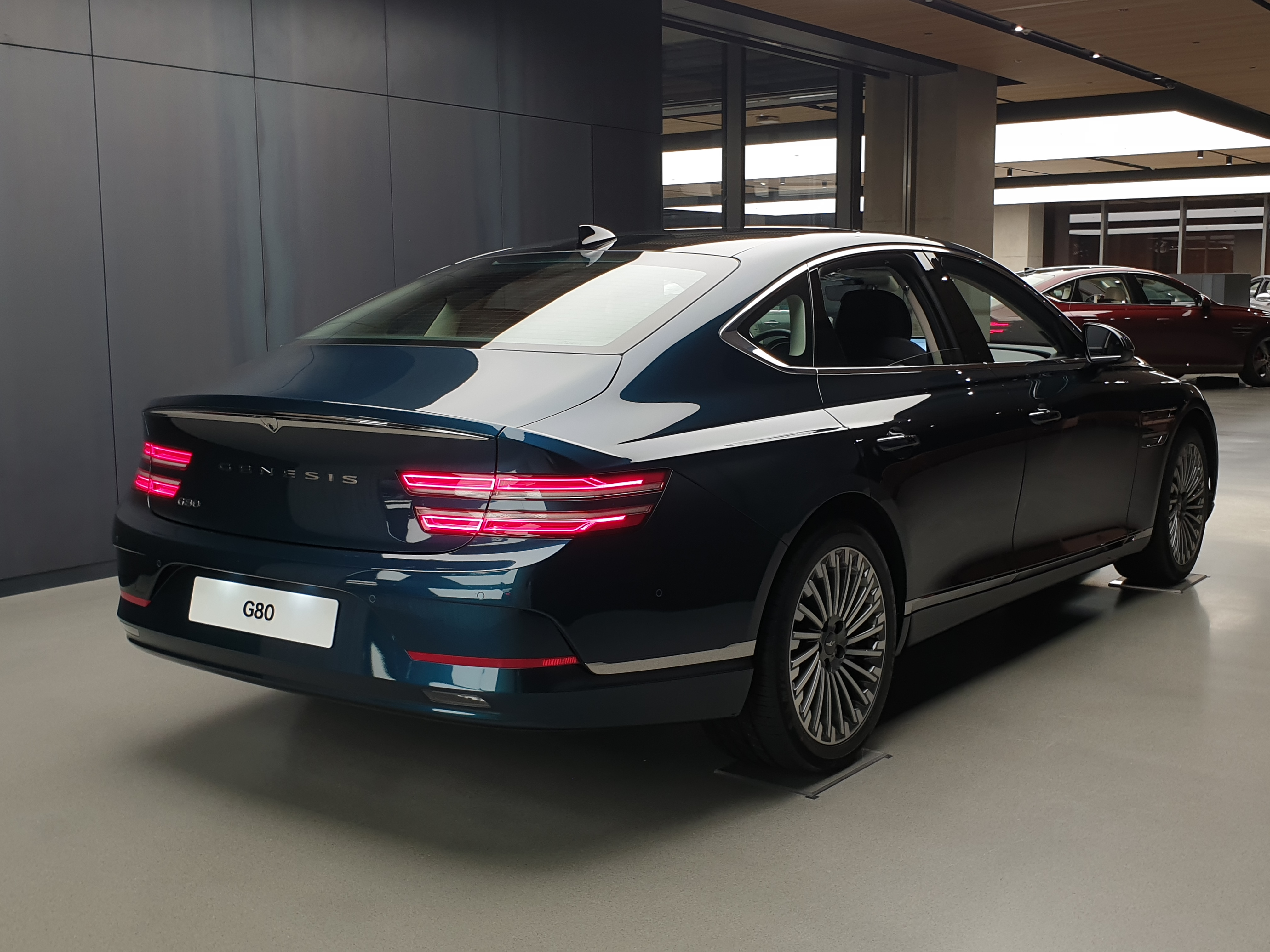
후면부
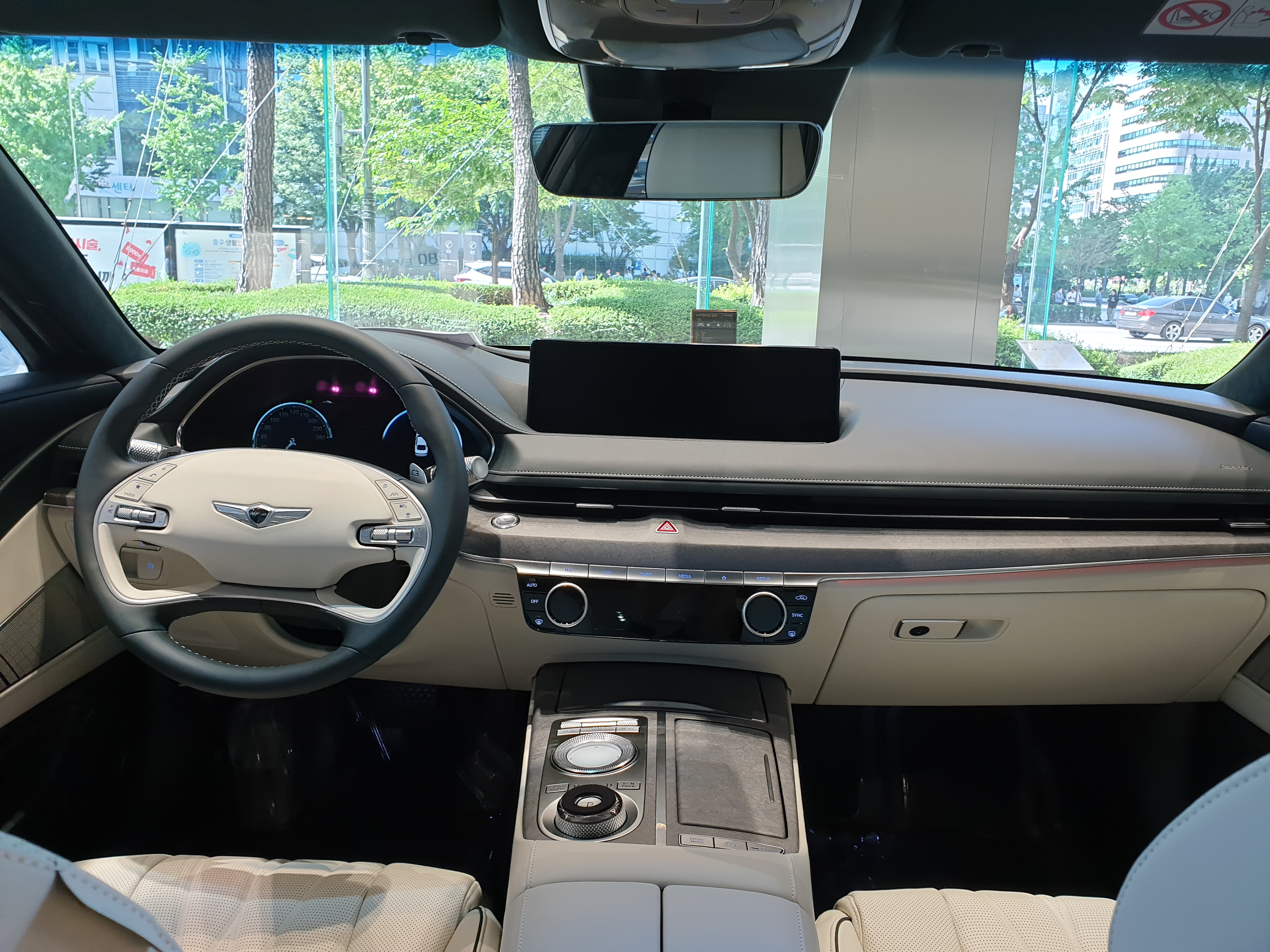
실내

### G80 전동화 부분변경 모델 (2024년 9월 5일 ~ 현재)
2024년 9월 5일에 정식 출시된 G80 전동화 부분변경 모델은 기존 대비 용량이 7.3kWh 증대된 94.5kWh 고전압 배터리가 탑재돼 1회 충전으로 475km 주행이 가능하다.
외관 전면부는 지-매트릭스 패턴을 그라데이션 형태로 입힌 새로운 모습의 크레스트 그릴과 확장된 에어 인테이크 그릴이 적용됐다. 두 줄 헤드램프에는 MLA 기술이 적용됐으며, 전동식 개폐, 열선 기능도 탑재됐다. 측면부는 축간거리를 3,140mm로 기존 대비 130mm 늘어났으며, 19인치 디쉬 타입 휠이 새롭게 적용됐다. 외장 색상은 신규 색상인 제네바 실버와 전기차 전용 색상인 마티라 블루를 포함해 우유니 화이트, 마칼루 그레이(유광/무광), 비크 블랙, 한라산 그린, 태즈먼 블루, 카프리 블루, 브루클린 브라운 등 10종 운영된다.
내부 센터페시아는 심리스 디자인으로 구현됐으며, 27인치 통합형 디스플레이, 동승석 메모리 시트, 뒷좌석 VIP 시트, 이지 클로즈 시스템, 전동식 도어 커튼, 후석 스마트 엔터테인먼트 시스템, 터치 타입 공조 조작계, 크리스탈 디자인의 전자식 변속 다이얼, 통합 컨트롤러, 17개 스피커의 뱅앤올룹슨 고해상도 사운드 시스템, 돌비 애트모스 등이 적용됐다. 내장 색상은 옵시디언 블랙 모노톤, 에크루 카멜 모노톤, 프러시안 블루 모노톤, 애쉬 그레이/글레이셔 화이트 투톤 등 4종으로 운영된다.
또한 프리뷰 전자제어 서스펜션, 다이내믹 토크 벡터링, 능동형 후륜 조향, 신규 액티브 사운드 디자인, 실내 지문 인증 시스템, 앞좌석 콘솔 암레스트 열선, 동승석 자세 메모리 시스템, 3존+ 공조, 디지털 키 2, 빌트인 캠 2, 직접식 그립 감지 스티어링 휠, 블레이드 일체형 워셔액 분사 시스템 등의 편의·안전 사양이 적용됐다.
판매 가격은 전기차 세제혜택 적용 전 기준으로 8,919만 원이며, 세제혜택과 보조금이 적용되면 실구매가격은 더 낮아질 수 있다.

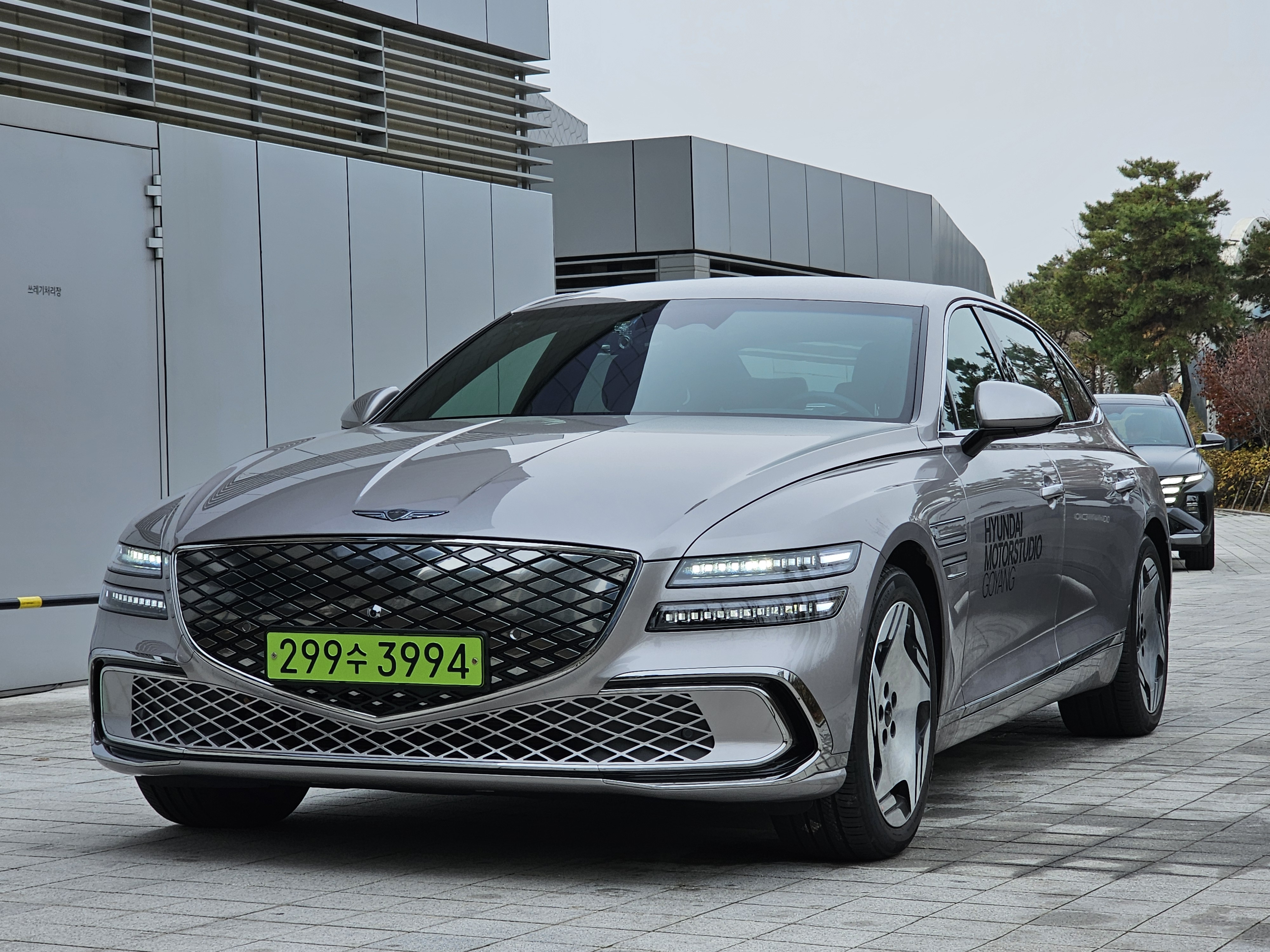
G80 전동화 모델 전측면
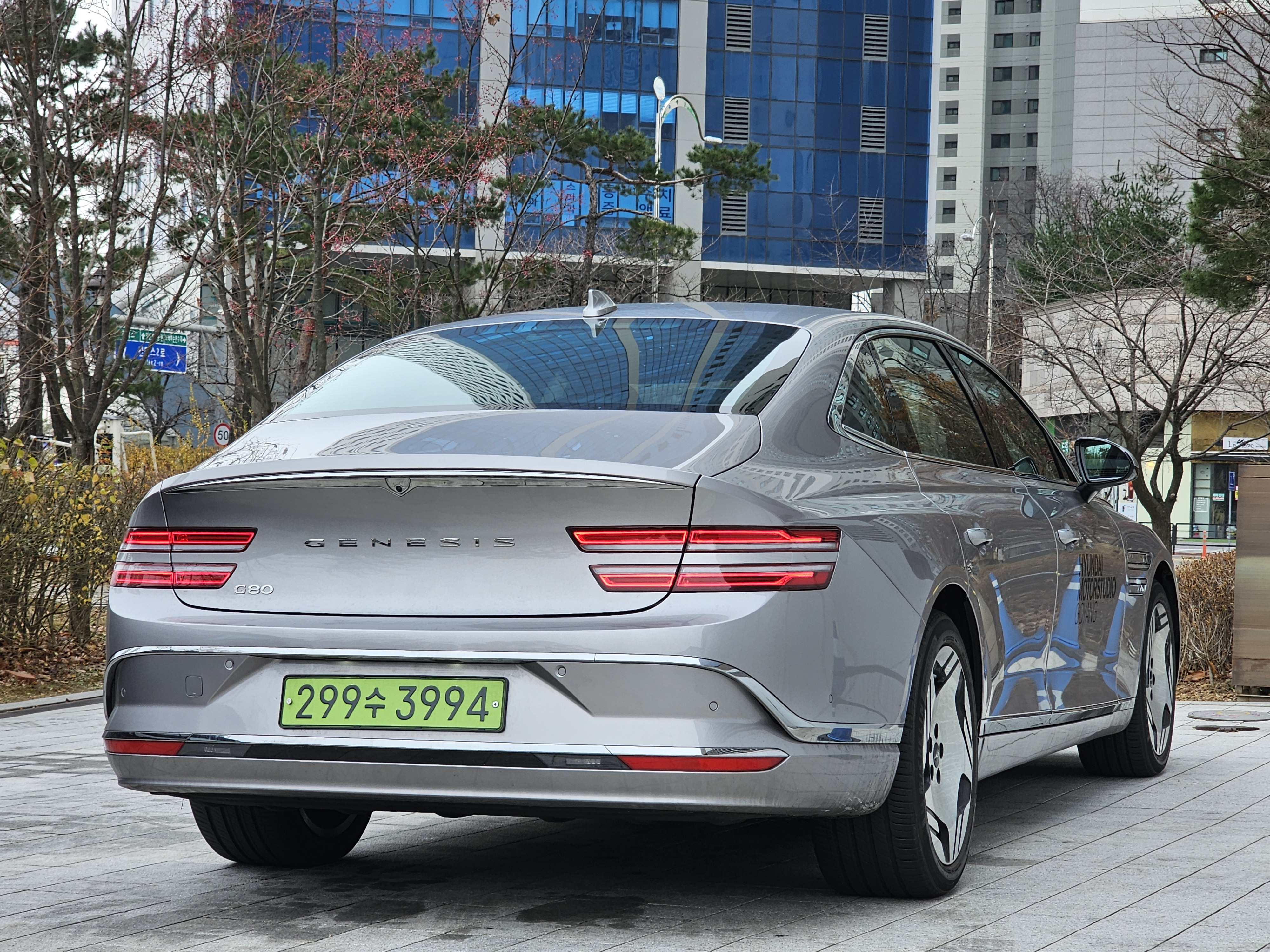
G80 전동화 모델 후측면
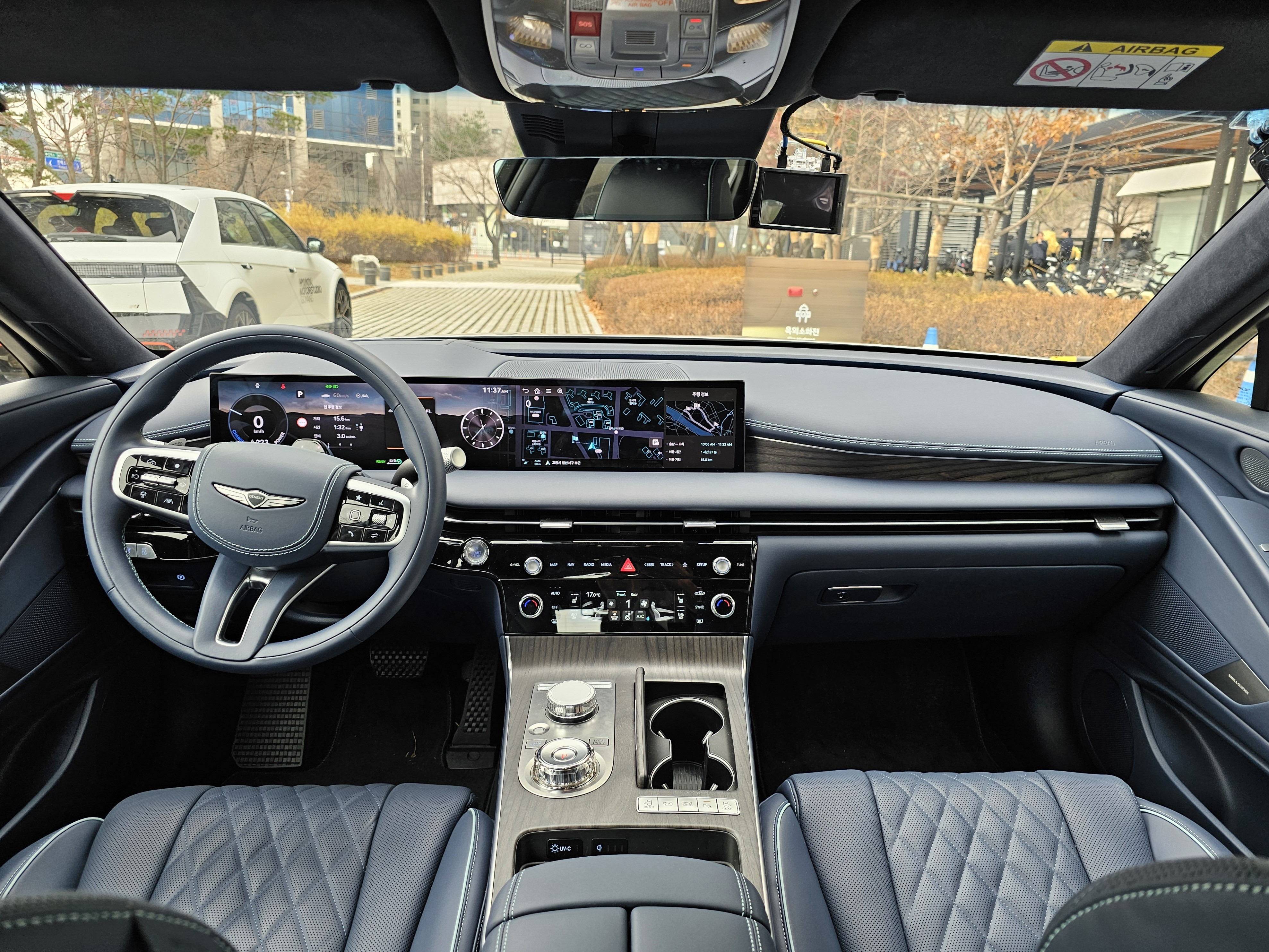
G80 전동화 모델 실내

## 제원
| 구분                    | G80 전동화 모델           |
| ----------------------- | ------------------------- |
| 전장 (mm)               | 5,005                     |
| 전폭 (mm)               | 1,925                     |
| 전고 (mm)               | 1,475                     |
| 축거 (mm)               | 3,010                     |
| 윤거 전 (mm)            | 1,630                     |
| 윤거 후 (mm)            | 1,636                     |
| 엔진 형식 / 배터리 종류 | 리튬 이온 폴리머          |
| 구동 방식               | e-AWD                     |
| 모터 최대 출력 (kW)     | 136(전륜), 136(후륜)      |
| 모터 최대 토크 (Nm)     | 350(전륜), 350(후륜)      |
| 배터리 용량 (kWh)       | 87.2                      |
| 복합전비 (km/kWh)       | 4.3 (19인치 휠, 4WD 기준) |
| 최대 주행거리 (km)      | 427                       |
| 0-96.6km (초)           | 4.9 (비공식 3.99)         |

| 구 분                     | 구 분                     | G80 전동화 부분변경 모델           |
| ------------------------- | ------------------------- | ---------------------------------- |
| 전장(mm)                  | 전장(mm)                  | 5,135                              |
| 전폭(mm)                  | 전폭(mm)                  | 1,925                              |
| 전고(mm)                  | 전고(mm)                  | 1,480                              |
| 축간거리(mm)              | 축간거리(mm)              | 3,140                              |
| 전기 모터                 | 최대 출력(kW)             | 합산 272 (전륜 136 / 후륜 136)     |
| 전기 모터                 | 최대 토크(Nm)             | 합산 700 (전륜 350 / 후륜 350)     |
| 배터리 용량(kWh)          | 배터리 용량(kWh)          | 94.5 (셀 제조사 : SK온)            |
| 1회 충전 주행가능거리(km) | 1회 충전 주행가능거리(km) | 복합 475 (도심 492 / 고속도로 454) |
| 에너지 소비효율(km/kWh)   | 에너지 소비효율(km/kWh)   | 복합 4.4 (도심 4.6 / 고속도로 4.3) |

## 수상 내역
- 미국 카 앤 드라이버 <2025 에디터스 초이스 어워즈> - '중형 럭셔리 전기 세단' 부문

## 같이 보기
- 제네시스
- 제네시스 G80
- 전기자동차
- V2L
- 현대자동차
- 현대자동차그룹